# Francesco Fusconi
Francesco Fusconi, detto Francesco da Norcia (Norcia, XVI secolo – Roma, 1553), è stato un medico italiano.

## Biografia
Fu rinomato, fino a diventare archiatra di Adriano VI, Clemente VII e Paolo III. Pare che fosse specializzato nella cura della malaria che, per primo, curava con una forte nutrizione.
Fu anche collezionista di statue antiche.